# Nicola Zitara
Nicola Zitara (Siderno, 16 luglio 1927 – Siderno, 1º ottobre 2010) è stato uno scrittore e giornalista italiano.
Studioso meridionalista, fu un noto indipendentista italo-meridionale.

## Biografia
Nacque a Siderno (in provincia di Reggio Calabria), figlio di Vincenzo Zitara, un imprenditore originario di Maiori (in provincia di Salerno), la cui famiglia possedeva una linea di velieri da trasporto merci che, ai primi del Novecento, si trasferì dalla costiera amalfitana alla marina di Siderno, allora pressoché deserta, e della siciliana Grazia Spadaro.
Frequentò il liceo classico a Locri e l'università a Napoli, per poi laurearsi in giurisprudenza a Palermo. Dopo gli studi collaborò con il padre per diversi anni nell'azienda di famiglia, per poi trasferirsi a Cremona come insegnante di diritto ed economia. Rientrato a Siderno nel 1961, dopo la morte del padre, prese la conduzione dell'azienda, ma congiunture sfavorevoli lo portarono a chiuderla. L'esperienza negativa lo segnò profondamente e lo portò a iniziare uno studio intenso delle leggi economiche e a compiere un'approfondita riflessione sulle vicende dell'Italia meridionale pre e post-unitaria.
Di idee socialiste, dopo la scissione del 1964 che portò alla fondazione del PSIUP, divenne segretario di federazione della sede di Catanzaro.
Si diede al giornalismo divenendo pubblicista e fondò con Titta Foti il settimanale Il Gazzettino dello Jonio, fu direttore di Lotta Continua e, nel 1968, fu chiamato a Vibo Valentia a dirigere la redazione dei Quaderni Calabresi presso il Circolo Culturale "G. Salvemini".
Negli anni che seguirono al Sessantotto e ai moti di Reggio Calabria si trasferì a Stefanaconi, dove visse per un lungo periodo con la famiglia, dove scrisse i suoi saggi più importanti, con il giudice Francesco Tassone, anima dei Quaderni Calabresi e presidente del Circolo Salvemini fondò il Movimento Meridionale, ma senza il successo sperato.
Essendo un giornalista votato alla giustizia sociale scrisse spesso su una pubblicazione domenicale di fattura non professionale, denominata "Il Volantino", articoli che puntavano il dito sulle speculazioni locali.
Scrisse nel tempo centinaia di articoli pubblicati su varie testate. Dopo l'esperienza di "Quaderni Calabresi" collaborò a "Il Piccolissimo", "la Riviera" (di cui fu direttore responsabile fino alla fine), "Monteleone", "Lettera ai meridionali" di "Fausto Gullo", "Calabria oggi" di "Pasquino Crupi", "Scilla", di "Tommaso Giusti". Come editore di se stesso, oltre a "Memorie di quand'ero italiano" (1994), pubblicò "O sorece morto" (2004). Progettò anche una rivista, che le sue finanze non gli consentirono di stampare e diffondere. In compenso, a partire dal 2000, proseguì la sua battaglia propagandistica creando un sito informatico intitolato "Fora", dove è possibile rinvenire alcuni dei suoi interventi.
Nel marzo 2013 la casa editrice Città del Sole Edizioni ha ripubblicato il suo romanzo storico Memorie di quand'ero italiano, incorporando una introduzione di Carlo Beneduci e una postfazione dell'autore sul giusnaturalismo. Entrambi gli scritti erano già stati pubblicati da Zitara a sue spese, sotto forma di opuscolo, nel 1994 a Siderno.
Si rese promotore con Francesco Tassone di un'accusa contro Nino Bixio per strage; il processo si rivelò un nulla di fatto. Negli ultimi anni la sua revisione storica delle vicende del Meridione dopo l'unificazione lo convinse a sostenere la causa degli estimatori del Regno delle Due Sicilie. Attorno alla sua figura si coagulò un circolo di persone denominate "zitariani".  Nel 2003 fondò con altri una sede dell'Associazione Due Sicilie con sede a Gioiosa Ionica che gli venne intitolata dal 2010 al 2013. Peculiarità di Zitara era il conio di nuova terminologia, quale "stronzobossismo", "tosco-padano", "Megale Hellas" , "nazione meridionale", "liberal-capitalista".
Morì l'1 Ottobre 2010.

## Le critiche
Il pensiero dichiaratamente separatista di Zitara lo portò ad avere sia numerosi seguaci quanto numerosi avversari. Una delle critiche più frequenti alla sua ipotesi secessionista è che la mafia prenderebbe il sopravvento in uno stato separato; a ciò Zitara rispondeva con l'obiezione che essa, la ndrangheta o la camorra, non avrebbero motivo di esistere qualora esistesse uno stato meridionale libero e indipendente dal punto di vista economico e finanziario. 
Altra critica rivoltagli è quella che uno stato meridionale non avrebbe risorse sufficienti per sostenersi. Zitara prese anche precise distanze dalla Lega e dai movimenti separatisti veneti, a cui è stato pur spesso accomunato.

## Opere
- L'Unità d'Italia: nascita di una colonia, 1971, Jaca Book
- Il proletariato esterno, 1972, Jaca Book
- AA.VV.  Le ragioni della mafia, 1979, Jaca Book
- Incontro con Stefano Ceratti, 1993, volume senza editore, stampato in poche copie
- Memorie di quand'ero italiano, 1994, Nicola Zitara Editore
- Tutta l'égalité, 1998, Nicola Zitara Editore
- Negare la negazione, 2001, Città del Sole
- ‘O sorece morto, 2005, Nicola Zitara Editore
- L'Unità d'Italia: nascita di una colonia 2010, Jaca Book
- L'invenzione del mezzogiorno. Una storia finanziaria , 2011, Jaca Book
- Memorie di quand'ero italiano (edizione riveduta e ampliata), Città del Sole, 2013